# 橫琴線
橫琴線（葡萄牙語：Linha de Hengqin），為澳門輕軌系統第三條開通路線、第二條澳門特別行政區與橫琴陸路連接通道，路線由路氹城蓮花站（原路氹邊檢大樓位置），通過河底隧道連接至橫琴粵澳深度合作區澳門管轄區內的橫琴站。路線採用單向行車軌道，設2站。2021年3月18日正式動工，於2024年12月2日正式通車。

## 歷史

### 研究階段
2010年10月20日，在珠澳合作專責小組會議，在有關珠澳城市規劃與跨境交通合作方面，雙方探討澳門輕軌跨境換乘對接的綜合設施規劃構想。珠澳雙方計劃於橫琴口岸設站將廣珠城際鐵路與澳門輕軌進行換乘。
2010年，運輸基建辦公室技術顧問林瑞海進一步介紹，計劃於路氹邊檢大樓引出一條「跨界的」輕軌延伸線到橫琴口岸，盡量使輕軌站接近現時珠機城際鐵路横琴站。當時計劃客換乘將在橫琴的土地上進行，不同部門商討粵澳兩地出入境手續在同一大樓內辦理，而具體形式當時在研究階段。 
2011年，《粵澳合作框架協議》中提到，加強軌道交通建設和銜接，加快廣珠城際軌道項目建設，研究向橫琴延伸，並推進澳門輕軌在橫琴與廣珠城際軌道對接。
2014年11月13日，運輸基建辦公室表示，澳門輕軌延伸橫琴線項目已進入深化研究及詳細設計的階段，顧問技術團隊已經就線路建設的技術問題開展分析評估，暫時未有具體的動工時間。 時任運輸工務司司長劉仕堯表示，已與廣東省當局完成初步討論，計劃以河底隧道方式穿越十字門水道。但未有透露澳門方的明確動工時間，只稱需要配合橫琴口岸重建及粵澳兩地時間銜接，保安部門已向工務部門提出重建橫琴口岸。
2014年12月29日，特區政府判給Ove Arup & Partners Hong Kong Limited——中鐵第四勘察設計院集團有限公司聯營體訂立提供「澳門輕軌延伸橫琴線深化研究及設計」服務的合同。
2016年3月，橫琴新區管委會匯報2016年工作會議上稱，將加快推進建設本線和橫琴口岸新大樓工程。
2016年9月12日，當時橫琴新區管委會主任牛敬表示，已與澳門特別行政區政府達成共識，確定會將澳門輕軌延伸至橫琴，但需研究延伸的方案，以及與橫琴口岸當時在建中的交通樞紐對接。
2019年10月26日，全國人大常委會批准將重建後的橫琴口岸澳門口岸區和延伸區，連同蓮花大橋一併租予澳門，以及依照澳門法律管轄，而租期由重建後口岸啟用日起至2049年12月19日，並可於人大批准後續期。區域包括澳門輕軌延伸至橫琴口岸澳門口岸區的預留空間，用以興建行車隧道和月台等。

### 澳方正式落實
2020年4月12日，行政長官賀一誠發表2020年施政報告中提出正式興建，預計於2020年內完成設計，並委託內地方面興建該線，並改為只設蓮花口岸站及橫琴口岸站兩個車站。
2020年7月30日，運輸工務司司長羅立文出席立法會口頭質詢大會時表示將於年底透露該線方案。
2020年11月16日，行政長官賀一誠發表2021年施政報告中表示橫琴線於2020年下半年前開始前期工程，預計2024年下半年完工。
2021年2月19日，建設發展辦公室宣佈該線由南光集團代建，土建工程總投資35億澳門元，橫琴口岸站位於橫琴口岸澳門口岸區的地庫下層。

### 建設
2021年3月18日，本線正式動工，前期工作包括管線遷移和拆除路氹邊檢大樓正在推展，預計該年第二季內展開開挖工程和HE2車站建設工程。
2021年9月，在《澳門-橫琴跨境建設項目》文件中，本線改為單向行車軌道建設，以單洞單線雙向運營方式進行，並使用4節編組列車。同時計劃每小時開9班車，最密為每6.5分鐘一班，最大載客量為每小時8568人次。 
2022年5月23日，交通事務局局長林衍新公佈《澳門陸路整體交通運輸規劃（2021-2030）》，預計本線工程於2025年完工。
2022年8月31日，公共建設局公佈本線最新工程進展，蓮花站結構已完成約20％，高架橋結構已完成約60%及明挖隧道開挖已完成約85％；橫琴側的地下車站蓋挖段部分主體結構已完成，明挖段完成了約39％，盾構隧道已順利鑽挖及安裝了管片約100米，目前正在進行小半徑段的掘進工作。截至8月底，整體工程進度完成約49％。
2022年9月30日，公共建設局局長林煒浩稱，本線目標於2024年通車。
2022年7月13日，“澳琴一號”盾構機由在橫琴側始發，經歷124天連續鑽掘逾900米，期間穿越蓮花大橋匝道橋、夾馬口水道等，在2022年11月24日在澳門側海濱圓形地貫通出洞，較原計劃的貫通日期提前了53天；成為澳門首個應用在軌道交通工程的海底盾構隧道。
直至2022年11月，橫琴線兩站、明挖隧道段和高架橋段等結構工程進度累積完成約78%，而整體土建工程進度完成約60%。行車物料及系統方面，亦已配合開展前期工程，將緊貼土建工程進行安裝。。
2023年2月中旬，公共建設局表示本線工程預計於2024年9月竣工。
2023年5月18日，公共建設局表示正進行HE1站與氹仔線車站連接工程，造價1.24億澳門元，工期為310個工作天。橫琴線轉乘層位於路氹蓮花綜合性大樓內的裙樓部分，位於裙樓一樓靠東面的一側。

### 通車籌備及測試

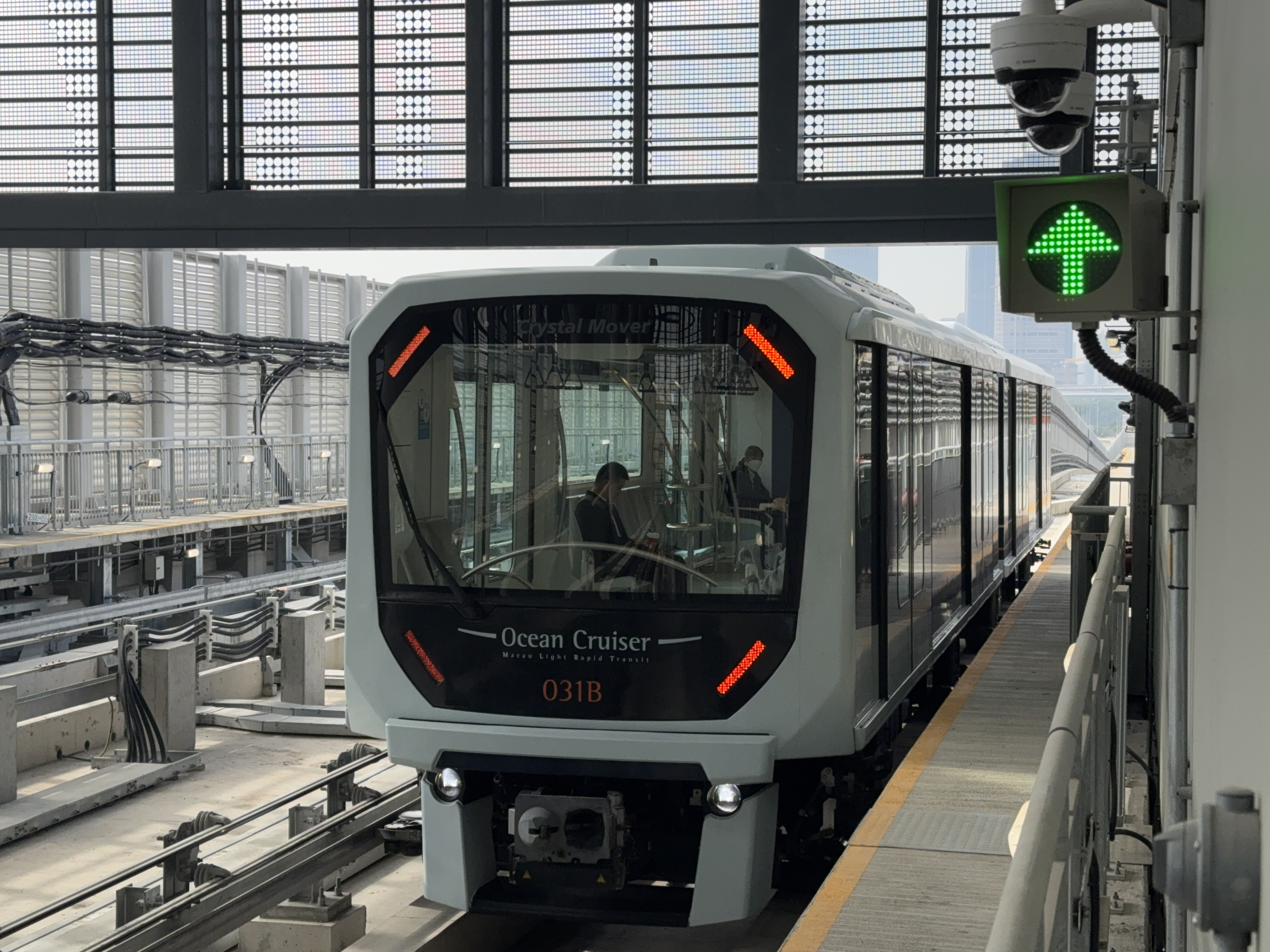
列車駛入蓮花站

2024年1月9日，橫琴粵澳深合區城市規劃和建設局表示，全線車站主體結構已完成、隧道已貫通，並正進行將橫琴站空間移交至澳門的工作，通過國務院的授權後，澳方就可以對橫琴線進行全面測試，並爭取在2024年底通車。
2024年1月下旬，公共建設局將列車操作服務判予澳門輕軌股份有限公司負責，期限為2024年1月1日至9月30日，判給價連同石排灣線合共680萬澳門幣。
2024年3月31日，輕軌橫琴線項目的土建工程亦已基本完成，測試列車已駛入橫琴線軌道，相關的系統及列車測試工作於短期內開展。
2024年4月1日0時起，經中華人民共和國國務院批覆，第三階段澳門輕軌延伸至橫琴口岸的預留空間正式交付澳門特區使用，並依照澳門特區法律實施管轄。項目土建及列車系統工程已基本完成，並計劃於2024年10月完成驗收及預試運營。
2024年4月19日，公共建設局網站顯示，橫琴線連接通道行車系統設備補充服務以2,000餘萬元判給，設備將於同年9月完成安裝。
2024年5月8日，由於石排灣線測試期間發生列車碰撞意外，橫琴線列車測試臨時暫停。
2024年5月24日，上述意外經調查後屬人為操作錯誤，不涉及系統的安全問題，在完成安全訓練後恢復列車測試工作。
2024年7月31日，HE1站轉乘連接通道工程竣工。
2024年9月30日，橫琴線正式竣工及完成驗收，同日由公共建設局移交予澳門輕軌股份有限公司進行通車前試營運工作。通車後為應對客流上升，輕軌公司將因應需求增加列車卡數和班次。
2024年12月2日，橫琴線正式通車，首班車於當天下午1時11分於蓮花站開出。

## 路線資料

### 走線
澳門輕軌橫琴線全長約2.2公里，其中隧道段約900米。從蓮花站開始，沿蓮花大橋方向由架空下降至隧道，並以河底隧道的方式穿過夾馬口水道，並於橫琴口岸澳門口岸區的地底設橫琴站。珠機城際鐵路橫琴站已預留接口與珠機城際鐵路轉乘。

### 票務
來往蓮花站及橫琴站的跨河路段在計算車資時以兩站計算。

### 服務資料
| 營運時間     | 星期一至四           | 06:30-23:37                            |
| 營運時間     | 星期五至日及公眾假期 | 06:30-00:23                            |
| 列車行駛速度 | 列車行駛速度         | 最高80km/h                             |
| 列車編排     | 列車編排             | 以兩節車廂編組，亦可按需求增至四節車廂 |
| 單向行駛時長 | 單向行駛時長         | 2分鐘                                  |
| 班距         | 班距                 | 6分鐘                                  |

### 調度區
- 蓮花站
- 橫琴站

### 變電站
- 輕軌車廠變電站 （位於輕軌車廠內）
- 西灣橋變電站（位於東亞運大馬路）

## 車站
| 車站資訊               | 車站資訊 | 車站名稱[1] | 車站名稱[1] | 車站名稱[1] | 所在區域                        | 轉乘路線／車站          | 通車日期      | 車站形式 | 車站形式 |
| 色系                   | 編號     | 中文        | 葡文        | 英文        | 所在區域                        | 轉乘路線／車站          | 通車日期      | 位置     | 月台     |
| ---------------------- | -------- | ----------- | ----------- | ----------- | ------------------------------- | ----------------------- | ------------- | -------- | -------- |
| 橫琴線                 |          |             |             |             |                                 |                         |               |          |          |
|                        | HE1      | 蓮花        | Lótus       | Lotus       | 路氹填海區                      | █ 氹仔線                | 2024年12月2日 | 架空     | 側式月台 |
|                        | HE2      | 橫琴        | Hengqin     | Hengqin     | 嘉模堂區 （橫琴口岸澳門口岸區） | 珠機城際鐵路横琴站[ZAR] | 2024年12月2日 | 地下     | 側式月台 |
| 註釋                   |          |             |             |             |                                 |                         |               |          |          |
| - ZAR 通過橫琴口岸轉乘 |          |             |             |             |                                 |                         |               |          |          |

## 評論

### 通車前
澳門大學工商管理學院院長陳靖涵認為橫琴線的建成能夠有效緩解拱北口岸的通關客流壓力，減輕對蓮花大橋依賴，同時透過珠機城際鐵路連接至中國高鐵，能夠享有高鐵帶來的紅利，同時促進澳門旅遊業發展。
2024年3月，隨著橫琴線的土建工程基本完成，按計劃於同年下半年通車運營。旅遊業工商聯會理事長凌世威認為，澳門輕軌乘客量並非太高並需持續完善；至於媽閣線於2023年12月8日通車後，標誌著輕軌服務連通澳門半島及路氹城對成效和乘客量有所上升。旅遊界期望橫琴線年內通車，旅客通過珠機城際鐵路無縫接駁至橫琴澳門輕軌站，能有助分流旅客從而刺激乘客量和發揮輕軌系統的成效，能期望有更多便捷配套及創新性安排，縮短時間往返路氹城，最大程度發揮輕軌作為大型集體運輸工具的作用。
航空交通影響方面，澳門管理學院院長唐繼宗表示，隨著澳門周邊城市機場（如廣州白雲國際機場、深圳寶安國際機場、珠海金灣機場及香港國際機場）發展海陸空聯運，若輕軌橫琴線開通將方便內地旅客從橫琴口岸透過輕軌前往澳門國際機場，變相擴大澳門國際機場攬客能力。同樣地，居民、旅客也可以更方便地經橫琴線及珠機城軌透過珠海金灣機場前往中國大陸其他省市，故對澳門民航業發展各有利弊，但澳門機場相對珠海而言，有國際航線網絡的優勢，唐繼宗建議加快修訂民航條例，適當開放市場並擴大國際航線網絡，吸引旅客從橫琴口岸前往澳門國際機場。

### 通車後
橫琴線開通後，由澳門各區往返橫琴口岸的行程縮短至30分鐘以內，比以前在氹仔轉乘巴士到達的時間減少了一半。澳門經濟學會副理事長、澳門大學商業經濟學副教授李振國表示橫琴線開通加大澳門輕軌的實用性，吸引在澳就讀的中國大陸學生到橫琴居住；通過輕軌橫琴線能連接珠機城際鐵路至珠海機場、蓮花站可轉乘氹仔線接駁至澳門機場連通星馬泰等東南亞國家，提升澳門作為旅遊樞紐的角色。澳門管理學院院長、澳門人才發展委員會委員唐繼宗表示，橫琴線開通加快推動灣區和琴澳一體化，縮短了琴澳之間的交通時間。

## 未來發展
2023年9月，橫琴粵澳深度合作區發佈公告，廣珠澳高鐵的橫琴中心站將選址深合區城市中心，距離橫琴口岸兩公里，並研究將本線從橫琴站引出向西延伸至廣珠澳高鐵橫琴站，長約七至九公里。考慮高鐵站帶動琴澳兩地發展，因此需結合新的選址開展站城一體化規劃研究，投資額估計為55億元人民幣。

## 外部連結
- 公共建設局：澳門輕軌延伸橫琴線項目介紹／輕軌氹仔線與橫琴線車站連接通道工程